# Edmond Laguerre

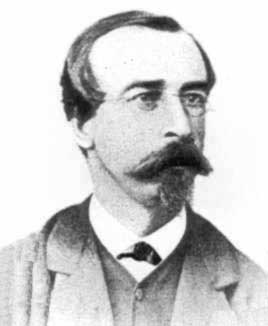
Edmond Laguerre

Edmond Nicolas Laguerre (* 9. April 1834 in Bar-le-Duc; † 14. August 1886 ebenda) war ein französischer Mathematiker.

## Leben
Laguerre besuchte trotz Gesundheitsproblemen ab 1852 die École polytechnique. Noch als Student veröffentlichte er dort 1853 seine erste mathematische Arbeit. Nach dem Abschluss 1854 wurde er Artillerieoffizier und arbeitete in einer Waffenfabrik bei Strassburg, bevor er 1864 als Lehrer an die École Polytechnique zurückkehrte. 1874 wurde er dort Prüfer und 1883 Professor für mathematische Physik am Collège de France. 1886 erlitt er einen gesundheitlichen Zusammenbruch, der ihn zur Aufgabe seines Lehrstuhls zwang. 1885 wurde er Mitglied der Académie des sciences.
Er war einer der Mitbegründer der modernen Geometrie, wo Laguerre-Geometrie, Laguerre-Transformation (oder Transformation durch reziproke Richtungen) und Laguerre-Inversion nach ihm benannt sind. Daneben leistete er bedeutende Beiträge zur Theorie der algebraischen Gleichungen sowie zur Theorie der Kettenbrüche. Ferner untersuchte er die Approximationstheorie und fand hierbei die orthogonalen Laguerre-Polynome (1879), die die Lösungen der laguerreschen Differentialgleichung sind. Eine von ihm und George Pólya untersuchte Klasse ganzer Funktionen heißt heute Laguerre-Pólya-Klasse.
1867 gab er unabhängig von Gaston Darboux einen geometrischen Beweis des Additionstheorems elliptischer Kurven (unter Verwendung des Schließungssatzes von Poncelet).
Er war verheiratet und hatte zwei Töchter.
Der Asteroid (26357) Laguerre wurde nach ihm benannt.

## Schriften
- Laguerre, Edmond: Sur la transformation par directions réciproques. In: Comptes rendus. Band 92, 1881, S. 71–73.
- Laguerre, Edmond: Transformations par semi-droites réciproques. In: Nouvelles annales de mathématiques. Band 1, 1882, S. 542–556.
- Oeuvres, zwei Bände,  Gauthier-Villars, Paris, 1898, 1905 (Herausgeber Charles Hermite, Henri Poincaré, Eugène Rouché), Neuauflage 1972
- Recherches sur la géométrie de direction; méthodes de transformation; anticaustiques, Gauthier-Villars, Paris, 1885